# Saint-Georges-lès-Baillargeaux
Saint-Georges-lès-Baillargeaux è un comune francese di 3 945 abitanti situato nel dipartimento della Vienne nella regione della Nuova Aquitania.

## Società

### Evoluzione demografica
Abitanti censiti